# Saint-Jean-d’Aubrigoux
Saint-Jean-d’Aubrigoux település Franciaországban, Haute-Loire megyében. Lakosainak száma 183 fő (2022. január 1.). Saint-Jean-d’Aubrigoux Craponne-sur-Arzon, Saint-Victor-sur-Arlanc, Dore-l’Église, Medeyrolles és Sauvessanges községekkel határos.

## Népesség
A település népessége az elmúlt években az alábbi módon változott:
| Lakosok száma | 356  | 301  | 260  | 178  | 189  | 182  | 177  | 174  | 177  | 183  |
|               | 1968 | 1982 | 1990 | 2006 | 2013 | 2015 | 2017 | 2019 | 2020 | 2022 |